# Supreme Commander 2
Supreme Commander 2 (укр. Головнокомандувач 2) — відеогра в жанрі стратегії в реальному часі, продовження гри Supreme Commander, яку розробила компанія Gas Powered Games для платформ Windows та Xbox 360 і видала компанія Square Enix. Випуск гри відбувся 2 і 16 березня 2010 року для платформ Windows та Xbox 360, відповідно.
Події гри розгортаються через 25 років після подій оригінальної Supreme Commander. Новообраного президента Колоніальної Оборонної Коаліції (англ. Colonial Defense Coalition, CDC) було вбито. Члени Коаліції звинувачують в інциденті один одного, поки прихований ворог здіснює свої плани.

## Ігровий процес

База Кібранів, їхні війська та БКЮ, готовий до будування (ПК-версія)

Supreme Commander 2 використовує ключові особливості ігрового процесу першої гри, але має нововведення. Гравець так само розбудовує базу, впроваджує нові технології та воює з ворогами, маючи своє втілення на полі бою як БКЮ (Броньований командний юніт). Споруди поділяються на базові (добувачі ресурсів, дослідні установи, фабрики і оборона), додаткові (необов'язкові, але здатні полегшити виконання завдання: радари, генератори щитів, різні допоміжні споруди) і експериментальні (здійснюють переломний вплив на економіку чи перебіг боїв, але найскладніші для побудови). Споруди зводяться БКЮ або інженерами, що даються на початку кожної військової операції. БКЮ крім того здатний вести бій, але якщо гравець втрачає його, він програє. Є змога захопити ворожих інженерів і отримати доступ до базових споруд та військ іншої фракції.
Будівництво і замовлення військ відбувається за масу та енергію, які добуваються спеціальними спорудами. Додатково масу можуть зібрати інженери чи БКЮ з остовів знищеної техніки або руїн. Впродовж гри, на відміну від Supreme Commander, також генеруються очки науки, що пришвидшується при зведенні дослідницьких установ. Технології поділені за категоріями наземних військ, авіації, флоту, споруд і БКЮ. У кожній категорії є низка пов'язаних технології, впровадження якої коштує певну кількість очок науки і відкриває доступ до однієї чи кількох похідних технологій. Вершиною їх розвитку є доступ до експериментальних споруд або військ.
У Supreme Commander 2 інтерфейс став менш громіздким, вдосконалилася графіка. Для ПК і Xbox 360 інтерфейс різний, зокрема в консольній версії його елементи більші та інакше згруповані для зручності гри з використанням геймпада. Стало менше опцій для будівництва бази та захисту. Було видалено систему рівнів військ, а максимальна кількість юнітів зменшилася з 1000 до 500. Зменшився розмір карт, але темп битв зріс: юніти пересуваються в кілька разів швидше, набагато швидше будуються споруди. В Supreme Commander 2 також вдосконалено знаходження юнітами шляху на карті.
У багатокористувацькій грі існують три спрямування. Це: вбивство (знищити БКЮ противника), перевага (знищити БКЮ, інженерів і всі споруди) та нескінченна війна (гра проти ШІ або одноосібна задля вивчення ігрового процесу і відточування своєї вправності).

## Сюжет
Через 25 років після подій Supreme Commander всі три фракції людства уклали мир і створили Колоніальну Оборонну Коаліцію. Через вбивство нещодавно обраного президента Коаліції стався розрив мирних відносин між ОФЗ (Об'єднаною Федерацією Землі), Кібранами та Еоном. Це виливається в локальні конфлікти, але за ними стоять конкретні особи, яким вигідна нова війна.
Всі три кампанії розгортаються послідовно, тому є канонічними, на відміну від першої Supreme Commander.

### Кампанія ОФЗ
Перша кампанія ведеться від імені офіцера Домініка Меддокса, дружина якого належить до фракції Еон. Першим завданням є укріпити оборону станції зв'язку на планеті Вівтар. Раптово нападають Кібрани і він обороняє планету під керівництвом полковника Роджерса. Домінік освоює управління наземними військами, авіацією і флотом. Він вислідковує кібранський БКЮ Вільяма Гейджа, котрого змушує тікати, але той обіцяє повернутися. Полковник високо оцінює здібності Меддокса і відсилає його атакувати планету Новий Собор, колонію Еону, де перебувають терористи. Але Меддокс відмовляється виконувати наказ, оскільки там перебувають його дружина і син. Роджерс звільняє Меддокса, а той вирішує воювати сам, не підкорюючись нічиїм вказівкам.
Полковник посилає війська на його знищення. Втікачеві допомагають доктор Зої Снайдер і друг сержант Дексіл. Меддокс захоплює виробничий комплекс, де отримує доступ до експериментальної техніки. Відбивши напад, Меддокс вирушає на Новий Собор, де війська ОФЗ нападають на мирне місто, всі жителі якого об'явлені терористами. Згодом на його бік переходять інші пілоти БКЮ зі своїми арміями, які зрозуміли, що Роджерс, користуючись воєнним станом, захопив владу в Федерації. Всі разом вони штурмують штаб полковника. Меддокс обіцяє дружині скоро повернутися, але додає, що затримається, коли перед ним раптово відкривається якийсь об'єкт, раніше замаскований.

### Кампанія Еону
Талія Кейл та її брат Джарал, пілоти БКЮ, дізнаються про наближення водного флоту Кібранів. Вони впевнені, що це початок нової війни, і задумують скинути своє слабке керівництво, яке нічого не робить. Після знищення флоту вони дізнаються про атаки ОФЗ на Еон, а правителі Еону лише засудили ці дії. Талія з Джаралом вирішують самі покарати нападників. Далі вони прибувають в місце розробок Еоном секретної зброї, де ненароком активовують виробничі потужності, що створюють вороже налаштовану техніку. Та секретні розробки все ж вдається добути.
Наступною ціллю стають ув'язнені, що виступали проти керівництва Еону, яких Талія з Кейлом визволяють. ОФЗ починають захоплення Сіріусу IV, а його захисники сподіваються, відбивши напад, збільшити свою популярність серед населення. Сили противника виявляються надто великими, та неочікувано на допомогу приходить представник Кібранів Вільям Гейдж. Об'єднавши сили, командири перемагають. Гейдж розповідає, що якийсь командувач ОФЗ захистив Новий Собор і знищив керівництво Федерації. Виявляється, Талія і Джарал знають його — це Меддокс, їхній колишній однокласник.
Талія, Джарал і Гейдж наступають на одне з евакуйованих міст Еону, аби знищити уряд. Щойно це вдається, з'ясовується, що Гейдж використовував Талію з Джаралом аби заволодіти інформацією про дещо під назвою «Шива Прайм», а всі завдання, які ті досі виконували, послужили йому. Гейдж підриває місто, а сам тікає. Талія з Джаралом наважуються виправити свої помилки і зупинити Гейджа.
Пілоти БКЮ зустрічаються з Меддоксом, покладаючи надії на давні теплі стосунки з ним. Той перебуває біля прихованої раніше телепортаційної брами на Серафим VII, створеної невідомою цивілізацією. Але її охороняють командири різних фракцій, з якими починається бій. Коли охоронців переможено, перебуває Гейдж, який першим входить до брами зі словами, що знищить всіх людей. Меддокс, Талія і Джарал залишаються охороняти браму до приходу підмоги.

### Кампанія Кібранів
Пілот-кіборг БКЮ Іван Брекмен та Густав Брекмен, який тепер являє собою мозок, під'єднаний до комп'ютера, розгадують що таке «Шива Прайм». Це древній терраформер, що існував ще до Серафимів, який переміщувався від планети до планети і створював там придатні для життя умови. Проте його здатність змінювати умови на планетах можна використати і для створення катастроф.
На Серафим VII прибуває Гейдж, Іван захищає від нього дослідний комплекс, поки Густав завантажує з нього дані. Виконавши завдання, Іван поспіхом покидає планету через Квантову браму, а Густав підриває її, закривши шлях відступнику. Із врятованими даними Іван вирушає до Зої Снайдер крізь низку брам.
Зупинившись на одній з планет, Іван виявляє невідомі споруди Кібранів, а роботизовані інженери без нагляду стали самоорганізовуватися. Тут Густав розповідає як створив Гейджа з використанням ДНК Серафимів задля здійснення досліджень. Але той повстав і тепер переслідує таємничі власні цілі. Передавши інформацію з місцевого сервера, Іван допомагає Зої Снайдер відбити напад Еону на лабораторію з даними про коди запуск «Шиви Прайм». Несподівано з лабораторії тікає велетенська істота, яку Густав наказує знищити, щоб на основі її ДНК створити нову машину.
Іван прибуває на планету, де Талія з Меддоксом захищають браму на Серефим VII. Убезпечивши споруду, всі троє командирів входять до брами. Меддокс дізнається від Густава, що реабілітований, оскільки знищений ним Роджерс перевищив свої повноваження.
Гейдж запускає «Шиву Прайм» з поверхні Серефима VII у космос, щоб використати її як зброю. Іван долає захисників телепорта на терраформер, після чого телепортується на установку. Гейдж переносить «Шиву Прайм» до Вівтару II. Після знищення армії Гейджа Іван отримує контроль над терраформером, але вважає, що людство не зможе скористатися його силою правильно і підриває установку, попри протести Густава. Той не може завадити і лише відповідає, що така поведінка кіборга потребує подальших досліджень.
Через якийсь час Іван виступає з промовою про те, що настав час покласти кінець війнам та усвідомити наскільки крихким насправді був альянс. Меддокс повертається до сім'ї, а Талія дізнається про смерть брата та йде під суд за свої злочини. Тим часом у лабораторії Густава Брекмена мозок Густава пов'язується з іншим, явно не людським мозком, та іронічно запитує у вцілілого Гейджа чи той готовий до нових пригод.

## Завантажувані доповнення (DLC)
28 вересня 2010 вийшло DLC Infinite War Battle Pack, яке додає в гру нові карти (для версій Xbox 360 та ПК), і нові юніти з оновленнями технологічного дерева та вдосконалень (лише для ПК-версії).

## Оцінки й відгуки
Гра зібрала порівняно високі оцінки: 77 балів зі 100 на агрегаторі Metacritic і 77, 33 % на GameRankings для ПК-версії. На Metacritic оцінка для Xbox 360 виявилася дещо нижчою, 75 балів.
Сайт IGN опублікував рецензію з висновком: «Gas Powered Games спростили системи ресурсів і вдосконалень, щоб зробити гру, в яку легше грати, і завдяки оновленому інтерфейсу, набагато легше контролювати з геймпада». Але в той же час зауважувалося: «Одиночна кампанія не пропонує різноманіття в розвагах, але якщо ви дивитеся на це [Supreme Commander 2] в онлайн-грі, ви не будете розчаровані, позаяк це великий крок вперед в порівнянні з версією оригіналу для Xbox 360».
У Eurogamer відзначили варіативність ігрового процесу, але назвали сюжет дуже слабким: «Ідея полягає в тому, що це інтимна історія, погляд на ту тристоронню війну далекого майбутнього з точки зору „цього простого хлопця“ і як його сім'я залежить від нього. Але дратівливі персонажі, прісний гумор і сонний темп руйнують її».